# Tarzan Boy
"Tarzan Boy" là đĩa đơn ra mắt của ban nhạc Ý Baltimora. Bài hát được Maurizio Bassi và Naimy Hackett sáng tác, và phát hành vào năm 1985 như là đĩa đơn chính của album đầu tay của Baltimora, Living in the Background. Bài hát được thu âm lại và phát hành lại vào năm 1993, và đã được một số nghệ sĩ hát lại trong suốt những năm qua.
Điệp khúc của bài sử dụng tiếng kêu của Tarzan như một đoạn nhạc du dương. Bài hát có nhịp điệu, với một giai điệu nhạc điện tử và lời đơn giản. Baltimora thường được coi là một ban nhạc một hit bởi sự thành công mà họ có được từ "Tarzan Boy".